# Haus zur steinernen Glocke

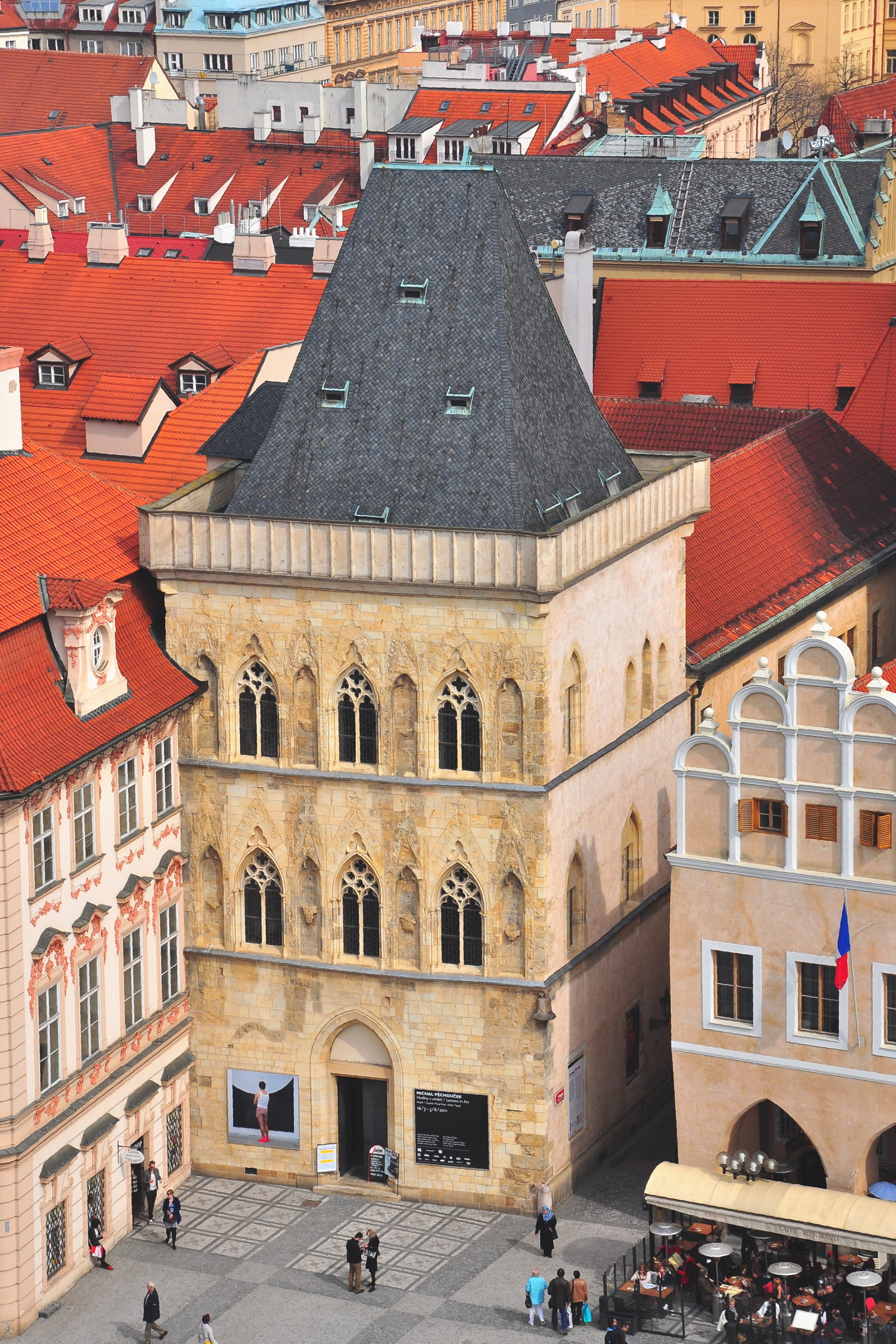
Haus zur steinernen Glocke (2011)

Das Haus zur steinernen Glocke (tschechisch Dům U kamenného zvonu) befindet sich am Altstädter Ring (Hausnummer 16) in Prag, rechts neben dem spätbarocken Palais Kinsky.

## Geschichte
Es wurde Anfang des 14. Jahrhunderts erbaut in einer zweiten Etappe wahrscheinlich unter König Johann von Luxemburg zum Stadtpalast umgebaut und aufgestockt. Diese Zuweisung bleibt jedoch Spekulation, vor allem wegen der außergewöhnlichen Größe und Ausstattung nimmt man ein Mitglied der königlichen Familie als Bewohner an und denkt zumeist an die Přemyslidenfürstin Eliška, die Mutter Karls IV., die nach chronikalischer Überlieferung ein Haus in der Altstadt besessen hatte. Auch Karl IV. selbst sollte nach seinem Einzug in Böhmen während der Renovierung seines künftigen Sitzes, der Prager Burg, in diesem Haus gewohnt haben.
Das Hauszeichen und der Namensgeber waren eine steinerne Glocke. Der Name des Hauses ist für das Jahr 1417 belegt. Zwischen frühgotischen Kreuzstockfenstern standen Statuen, von denen Konsolen und Baldachine noch erhalten sind. Ein Ritter und zwei thronende Gestalten konnten aus den Resten rekonstruiert werden, möglicherweise Mitglieder der Přemyslidendynastie.
Im 17. Jahrhundert wurde das Haus komplett barockisiert. Nach weiteren Umgestaltungen entschied man sich 1961, das Haus in den gotischen Zustand zurückzuversetzen, soweit die verschiedenen Bauelemente dies zuließen. Man benutzte über 12.000 ursprüngliche Bauelemente und Reliefsteine wieder. Es diente sozusagen als sein eigener Steinbruch. Zwei ursprünglich gotische Stockwerke wurden wiederhergestellt. Die Arbeiten dauerten von 1975 bis 1988. Danach wurde das Haus der Galerie der Hauptstadt Prag übergeben, die es heute für Kunstausstellungen nutzt. Im Keller des Hauses zur steinernen Glocke befindet sich ein Lapidarium und eine kleine Ausstellung über die Geschichte des Hauses und der Rekonstruktion.